# Klasztor Franciszkanów w Miejskiej Górce
Klasztor franciszkanów w Miejskiej Górce na Goruszkach – klasztor franciszkanów, wchodzący w skład prowincji Wniebowzięcia NMP Zakonu Braci Mniejszych w Polsce, na terenie archidiecezji poznańskiej, w Miejskiej Górce w województwie wielkopolskim. Przyklasztorny kościół jednonawowy pw. Świętego Krzyża z podziemną kryptą, miejscem czci zakonodawcy. Klasztor znajduje się na terenie osiedla Karolinki, przy drodze do Rawicza.

## Historia

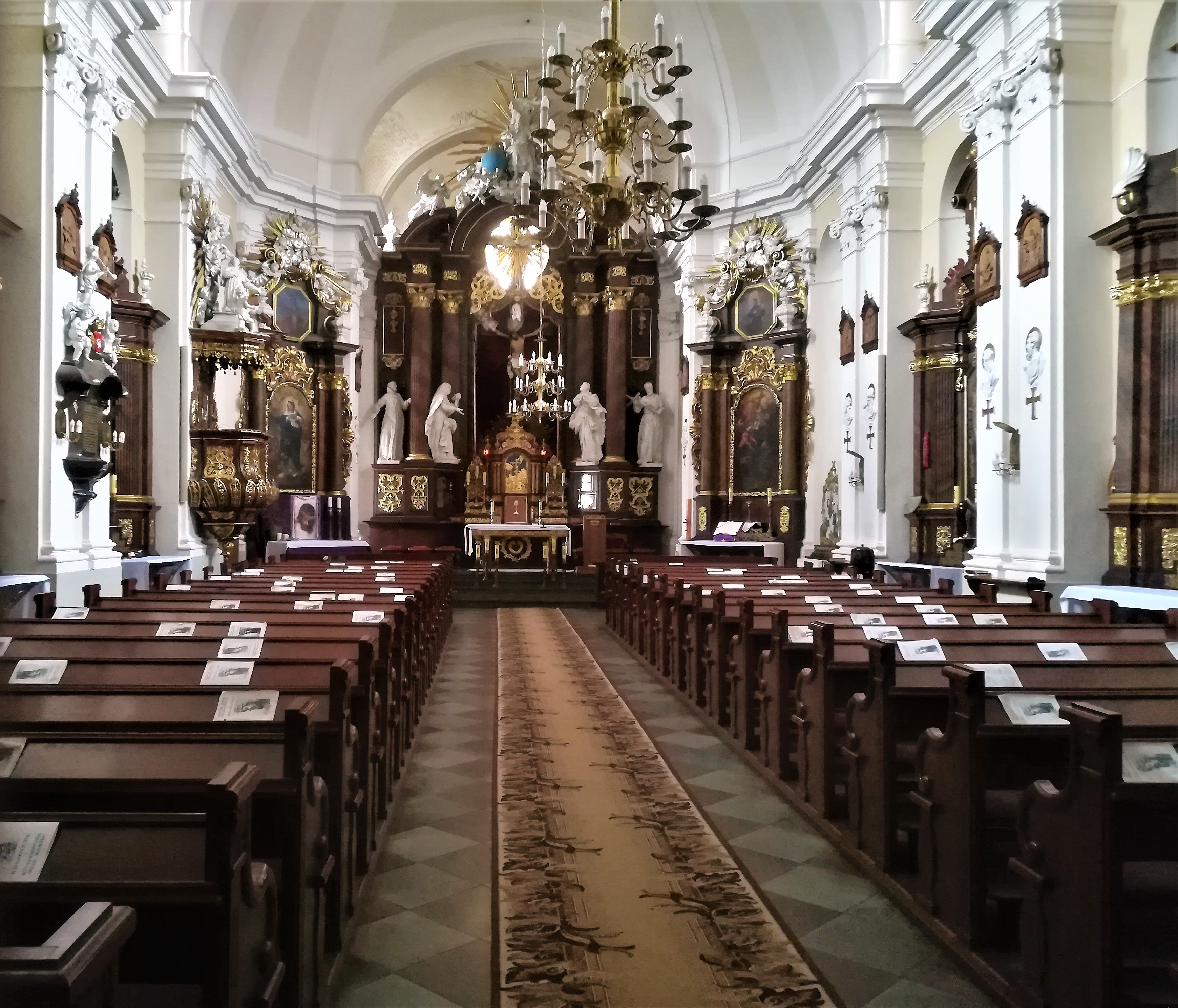
Wnętrze z ołtarzem

Został ufundowany w 1622 przez późniejszego kasztelana gnieźnieńskiego Adama Przyjemskiego. Początkowo drewniany a następnie, od 1742 murowany, ulokowany jest na wzgórzu Goruszki (98 m n.p.m.), od którego czerpie swoją potoczną nazwę. Konsekracja miała miejsce w 1745. Konwent pierwotnie należał do wielkopolskiej prowincji reformatów pod wezwaniem św. Antoniego. W 1833 został objęty kasatą rządu pruskiego. Zakonnicy powrócili do niego w 1853, podejmując próbę organizacji nowej prowincji zakonnej, co faktycznie nastąpiło w 1855. W tym czasie klasztor przejściowo był siedzibą prowincjała i nowicjatu. Mimo kolejnej kasaty w 1875 cały czas pozostawał zamieszkały przez nielicznych zakonników aż do odrodzenia prowincji w 1923. W 1888 w konwencie na Goruszkach zmarł o. Pacyfik Bydłowski, były prowincjał i definitor generalny zakonu. Pochowano go w podziemiach klasztornego kościoła. W okresie międzywojennym mieściło się w nim studium prowincji. W czasie II wojny światowej był miejscem internowania okolicznego duchowieństwa i więzieniem politycznym oraz miejscem kaźni wielu ofiar niemieckiego nazizmu. Z klasztorem związany był między innymi sługa Boży o. Euzebiusz Huchracki OFM.
W kościele przyklasztornym zachowało się barokowe wyposażenie wnętrza z lat 1742-1745 (siedem ołtarzy, ambona z baldachimem z figurą św. Bonawentury, stalle w chórze zakonnym). W nawie głównej znajduje się rokokowe epitafium Mikołaja Swinarskiego, sędziego kapturowego wałeckiego z końca XVIII w.
Obecnie w klasztorze znajduje się nowicjat prowincji Wniebowzięcia NMP Zakonu Braci Mniejszych w Polsce. Kościół klasztorny jest znanym miejscem kultu św. Franciszka z Asyżu.

## Galeria

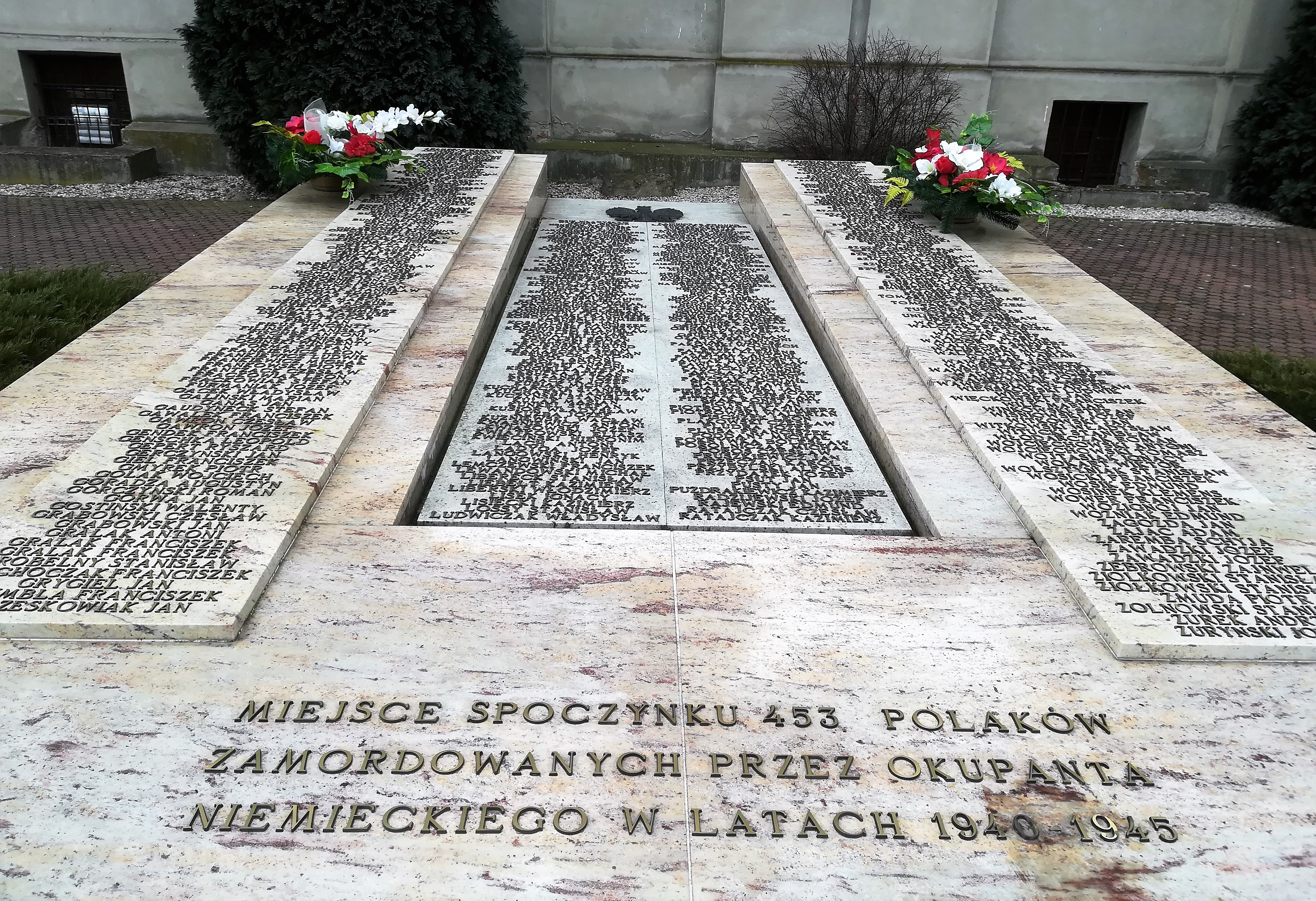
Pomnik 453 Polaków zamordowanych przez niemieckich nazistów
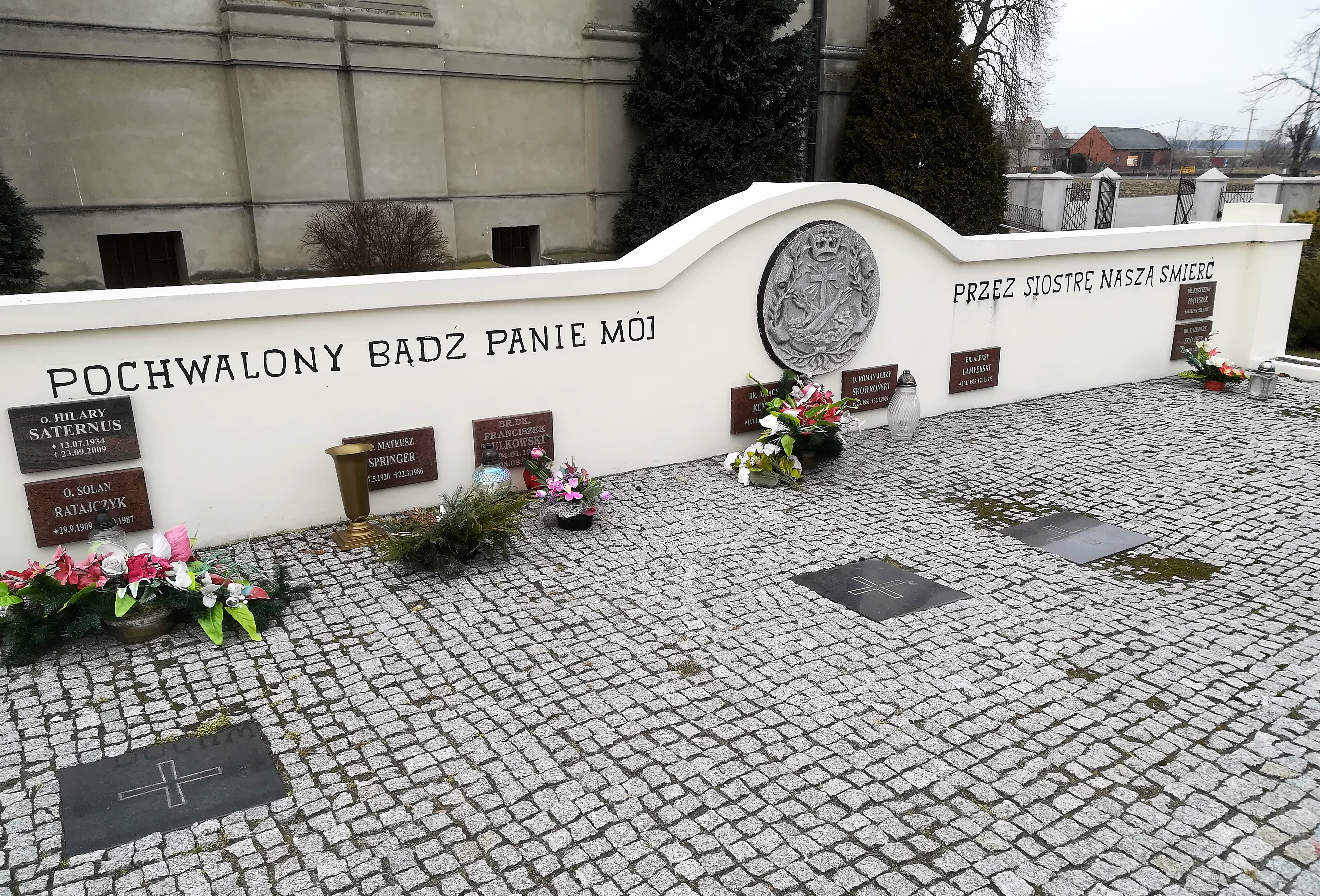
Grobowiec ojców i braci
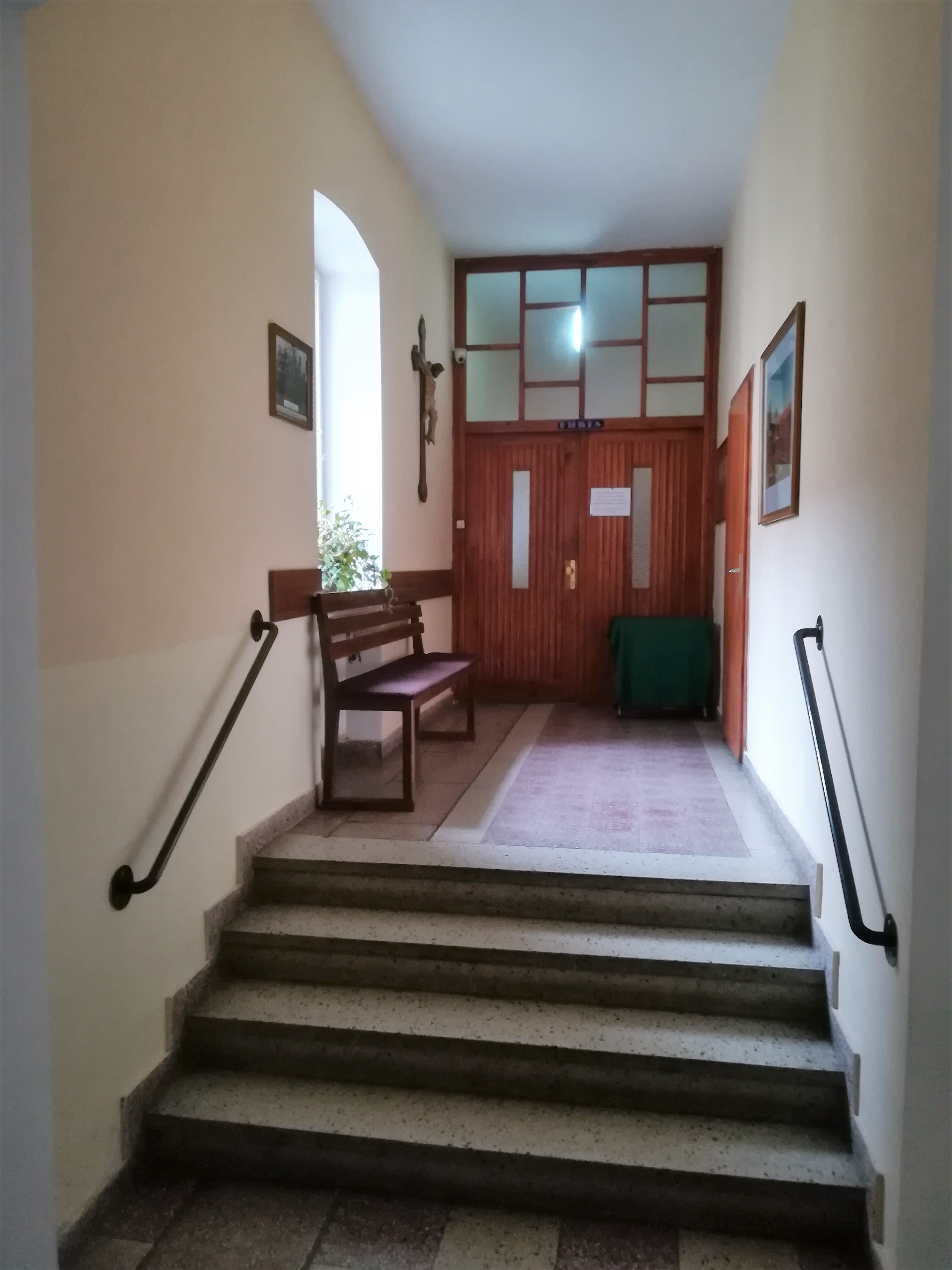
Wejście do klasztoru

## Przełożeni[2]
- o. Pacyfik Bydłowski – gwardian (1855)
- o. Bonawentura Cichoń – gwardian (1923-1929);
- o. Kolumban Sobota – gwardian (1929-1931);
- o. Grzegorz Moczygęba – gwardian (1931-1932);
- o. Paschalis Pawełczyk – prezes (1932-1936);
- o. Paweł Kurek – prezes (1936 -1938);
- o. Euzebiusz Huchracki – prezes (1938-1941);
- o. Anastazy Kaczmarek – prezes (1945-1946);
- o. Elzeary Tatarczyk – prezes (1946-1947);
- o. Piotr Szymczyk – prezes (1947-1948);
- o. Paweł Kurek – prezes (1948-1956);
- o. Marian Pietryga – prezes (1956-1959);
- o. Daniel Michalski – prezes (1959-1962);
- o. Marian Pietryga – gwardian (1962 -1968);
- o. Paweł Kurek – gwardian (1968-1971);
- o. Antoni Goehlman – gwardian (1971-1977);
- o. Włodzimierz Szamotulski – gwardian (1977-1980);
- o. Fidelis Obracaj – gwardian (1980 -1983);
- o. Ewaryst Potrykus – gwardian (1983 -1986);
- o. Roman Skowroński – gwardian (1986 -1995);
- o. Antonin Brząkalik – gwardian (1995 -2001);
- o. Tadeusz Goj – gwardian (2001- 2003);
- o. Antonin Brząkalik – (2003 – 2004);
- o. Krystian Ostrowski – gwardian (2004 – 2007);
- o. Roman Skowroński – gwardian (2007 – 2009);
- o. Tycjan Zgraja – gwardian (2009 – 2013).